# Clitocybe eucalyptorum
Clitocybe eucalyptorum är en svampart som beskrevs av Cleland 1931. Clitocybe eucalyptorum ingår i släktet Clitocybe och familjen Tricholomataceae.   Inga underarter finns listade i Catalogue of Life.